# Distretto di Makonde
Il distretto di Makonde è uno dei 7 distretti che compongono la Provincia del Mashonaland Occidentale, in Zimbabwe. Ha una popolazione di 313.617 abitanti e una superficie di 8.714 Km². Il suo capoluogo è Chinhoyi.

## Demografia
| Censimento (Anno) | Popolazione      |
| ----------------- | ---------------- |
| 2002              | 173.240          |
| 2012              | 231.469 (+3,05%) |
| 2022              | 313.617 (+3,15%) |